# Pehr Nyman
Pehr Nyman, född 23 april 1794 i Vrå, död 2 juli 1856 i Urshult, var en svensk präst och väckelsepredikant.

## Biografi
Pehr Nyman var son till klockaren Anders Jonsson Nyman och Martha Nilsdotter. År 1818 blev Nyman student vid Lunds universitet, och 1835 kyrkoherde i Östra Vemmerlövs församling och Rörums församling i Lunds stift. Hans karriär fortsatte som kyrkoherde 1841 i Stenbrohults församling i Växjö stift och 1849 i Urshults församling. Som ung präst fick han sina avgörande religiösa intryck från den lagiska gammalpietismen, gammalkyrkligheten, särskilt genom Jacob Otto Hoof och Peter Lorenz Sellergren. Tack vare sin religiösa urkraft och sitt folkliga, ofta drastiska manér blev Nyman en av sin tids inflytelserikaste väckelsepredikanter; han blev ledare för nymanianismen. Eftersom han var hänsynslös och självmedveten råkade han ofta i konflikt med auditorier och kyrkliga myndigheter. Han polemiserade häftigt mot den framväxande nyevangelismen, tidvis även mot nykterhetsrörelsen.